# Santo Tomas (Isabela)
Pour les articles homonymes, voir Santo Tomas.
Santo Tomas est une municipalité de la province d’Isabela, aux Philippines.